# Нёйи-ан-Тель

Нёйи-ан-Тель (фр. Neuilly-en-Thelle) — коммуна на севере Франции, регион О-де-Франс, департамент Уаза, округ Санлис, кантон Мерю. Расположена в 30 км к юго-востоку от Бове и в 44 к северу от Парижа, в 8 км от автомагистрали А16 "Европейская".
Население (2018) — 3 818 человек.

## Достопримечательности
- Церковь Сен-Дени XIV века
- Руины замка XIII-XIV веков

## Экономика
Структура занятости населения:
- сельское хозяйство — 0,5 %
- промышленность — 29,5 %
- строительство — 3,5 %
- торговля, транспорт и сфера услуг — 42,2 %
- государственные и муниципальные службы — 24,3 %

Уровень безработицы (2017) — 9,9 % (Франция в целом — 13,4 %, департамент Уаза — 13,8 %). 

Среднегодовой доход на 1 человека, евро (2018) — 23 340 (Франция в целом — 21 730, департамент Уаза — 22 150).

## Демография
Динамика численности населения, чел.

## Администрация
Пост мэра Нёйи-ан-Теля с 2020 года занимает Бернар Онклерк (Bernard Onclercq). На муниципальных выборах 2020 года возглавляемый им левый список победил в 1-м туре, получив 55,71 % голосов.
| Период | Период | Фамилия        | Партия                                    | Примечания                                                                          |
| ------ | ------ | -------------- | ----------------------------------------- | ----------------------------------------------------------------------------------- |
| 1974   | 1995   | Рэймон Руа     | Национальный центр независимых и крестьян | землемер, член Генерального совета департамента, член Регионального совета Пикардии |
| 1995   | 2001   | Мишель Бюисан  |                                           |                                                                                     |
| 2001   | 2020   | Жерар Оже      | Социалистическая партия                   | врач, член Генерального совета департамента                                         |
| 2020   |        | Бернар Онклерк |                                           |                                                                                     |

## Галерея
- Церковь Сен-Дени

1. 1 2  база данных о французских коммунах — Национальный географический институт Франции, 2015.